# Morehouse (Nueva York)
Morehouse es un pueblo ubicado en el condado de Hamilton en el estado estadounidense de Nueva York. En el año 2000 tenía una población de 151 habitantes y una densidad poblacional de 0.3 personas por km².

## Geografía
Morehouse se encuentra ubicado en las coordenadas 43°25′59″N 74°43′33″O / 43.43306, -74.72583.

## Demografía
Según la Oficina del Censo en 2000 los ingresos medios por hogar en la localidad eran de $25,417, y los ingresos medios por familia eran $27,500. Los hombres tenían unos ingresos medios de $21,750 frente a los $15,000 para las mujeres. La renta per cápita para la localidad era de $12,864. Alrededor del 7.3% de la población estaban por debajo del umbral de pobreza.